# Билярское городище
Биля́р (др.-рус. Билир, тат. Биләр, Bilär, чув. Пӳлер) — городище около современного села Билярск в Татарстане. В средние века столица Волжской Булгарии (X—XIII века).

## История

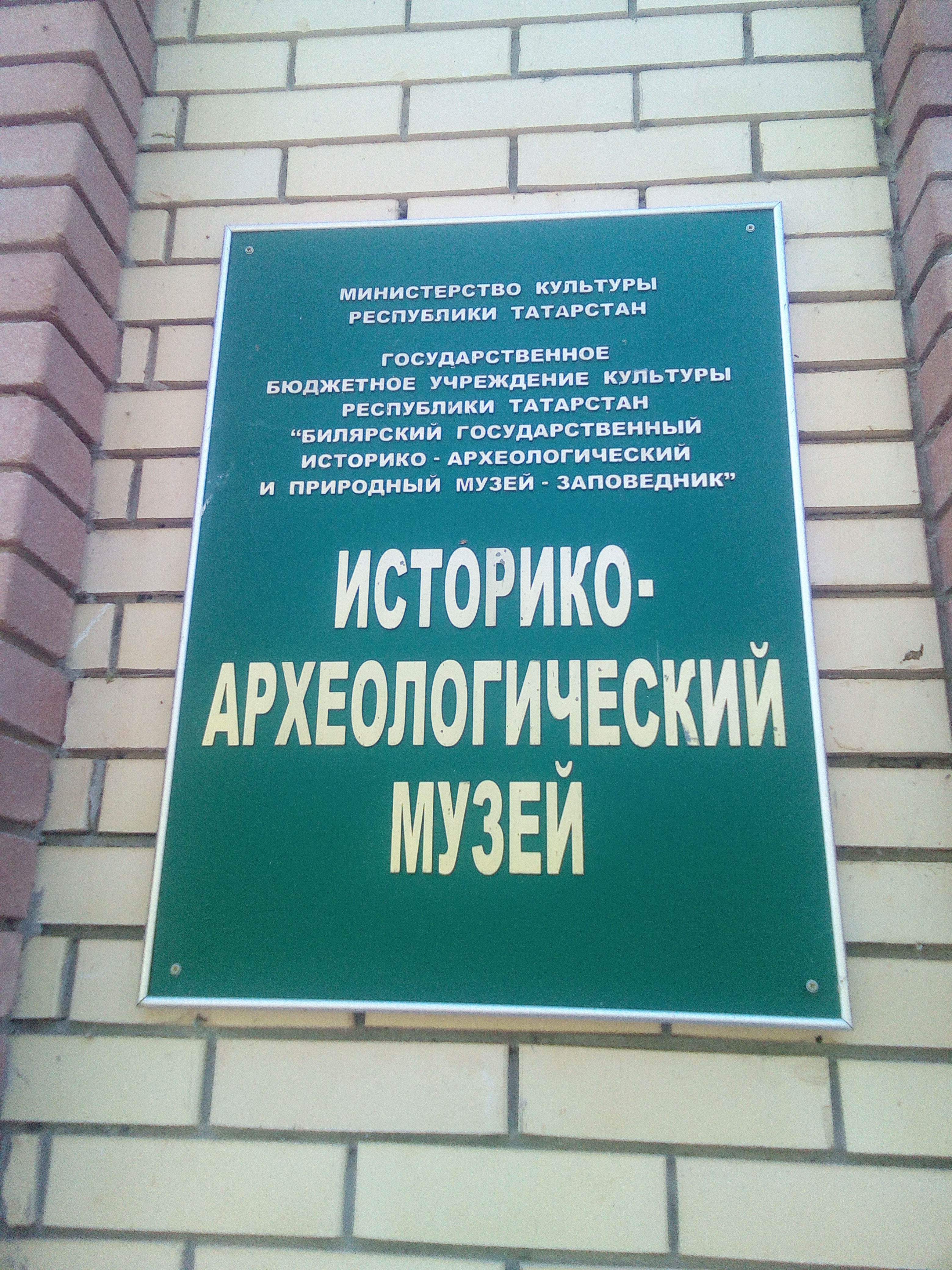
Табличка Билярского историко-археологического и природного музея-заповедника

По сведениям, полученным из записок арабского путешественника Ибн Фадлана, город был основан при булгарском царе Алмуше в 922 году. При этом первые археологические материалы, найденные на Билярском городище, датируются X веком.
Биляр располагался в центре Западного Закамья на левом берегу реки Малый Черемшан правого притока реки Большой Черемшан, впадающей в Волгу (современный Алексеевский район Республики Татарстан).
В русских исторических хрониках город начинает упоминаться с 1164 года (Лаврентьевская летопись) под названием Великий Город. С XII века являлся столицей Волжской Булгарии. Последнее упоминание о Великом городе относится к 1236 году, когда во время монгольского нашествия город был разграблен и сожжён.
Археологические остатки города — Билярское городище, расположены на юго-восточной окраине села Билярск (включая и его юго-восточную половину). Билярское городище входит в состав Билярского государственного историко-археологического и природного музея-заповедника.

## Археологические исследования Билярского городища
Билярское городище как историко-археологический памятник начало привлекать внимание ещё в XVIII в.
Первый план городища и его описание было составлено Н. П. Рычковым. Наиболее полное обследование Билярского городища и археологических памятников в его окрестностях было проведено В. А. Казариновым в 1881 году. Он провел изучение развалин и некоторые булгарские памятники, зафиксировал развалины других сооружений, расположение отдельных районов. Первые научные раскопки во внутреннем городе в 1915-16 начали П. А. Пономарев и М. Г. Худяков по заданию Общества археологии, истории и этнографии, но они к сожалению не были закончены. Следующая попытка была предпринята только в 1928 А. С. Башкировым.
Стационарные исследования начались только с 1967 года экспедицией ИЯЛИ им. Г.Ибрагимова КФАН СССР и КГУ, под руководством А. Х. Халикова, затем Ф. Ш. Хузина и др.

## Описание Билярского городища
Городище расположено на ровном плато, понижающемся в направлении реки Малый Черемшан. Поверхность городища пересекают две речки — Билярка и Елшанка (обе — левые притоки реки Малый Черемшан). Городище имеет подквадратную форму, ориентированную углами по сторонам света и состоит из четырёх концентрически вписанных друг в друга частей: цитадели, внутреннего города, внешнего города, посада.
Цитадель на территории Билярского городища не была найдена.
Внутренний город имел подквадратную форму. Его площадь, вместе с укреплениями достигала 1 306 000 м² (без укреплений — 1 160 000 м².). Укрепления внутреннего города состояли из двух линий валов с дополнительными деревянными сооружениями сверху. Протяженность основной линии валов составляет 4800 м. Дополнительная линия валов, недостроенная на некоторых участках, имеет протяженность 5400 м. При строительстве укреплений были использованы в качестве рвов русла речек: Билярки — с юго-западной стороны, Елшанки — с северо-восточной стороны.
Внешний город был окружен тремя линиями валов и рвов. Особенно хорошо они сохранились в восточной части городища. Протяженность внутренней линии валов составляет около 9125 м. Протяженность средней линии валов составляет около 9400 м. Протяженность внешней линии валов составляет около 10200 м. Площадь внешнего города с укреплениями составляет 4 896 000 м². (без укреплений — 3 741 000 м².).
Посад расположен вокруг городища. С северо-западной и юго-западной сторон перемежается пригородными кладбищами (Билярские могильники I, III, V).
Общая площадь Билярского городища вместе с укреплениями составляет 6 202 000 м². (без укреплений — 4 901 000 м².).
С учётом посада площадь комплекса составляет около 8 000 000 м², что позволяет относить его к крупнейшим городам средневекового мира.
Существуют различные оценки численности жителей городища, вплоть до 100 тыс. человек.

## Основные объекты Билярского городища

### Билярский комплекс мечети
Расположен в пределах цитадели. О существовании остатков древней мечети в данном месте известно издавна. Об остатках минарета и портала писал ещё историк В. Н. Татищев. Застал остатки стен, колонн и минарета, сложенного из красного кирпича смешанного с камнем и Н. П. Рычков, посетивший Билярск в 1769. В середине XIX века территория начала распахиваться местными жителями и в 1915 году П. А. Пономарёв и М. Г. Худяков мечети уже не застали — раскопки вскрыли лишь следы фундамента, выложенного из белого камня. В 1971 г. начались полные научные раскопки комплекса по руководством А. Х. Халикова. Со следующего года началось их обследование. С 1976, параллельно с обследованием, началась научная консервация всего комплекса, которая была завершена в 1981.

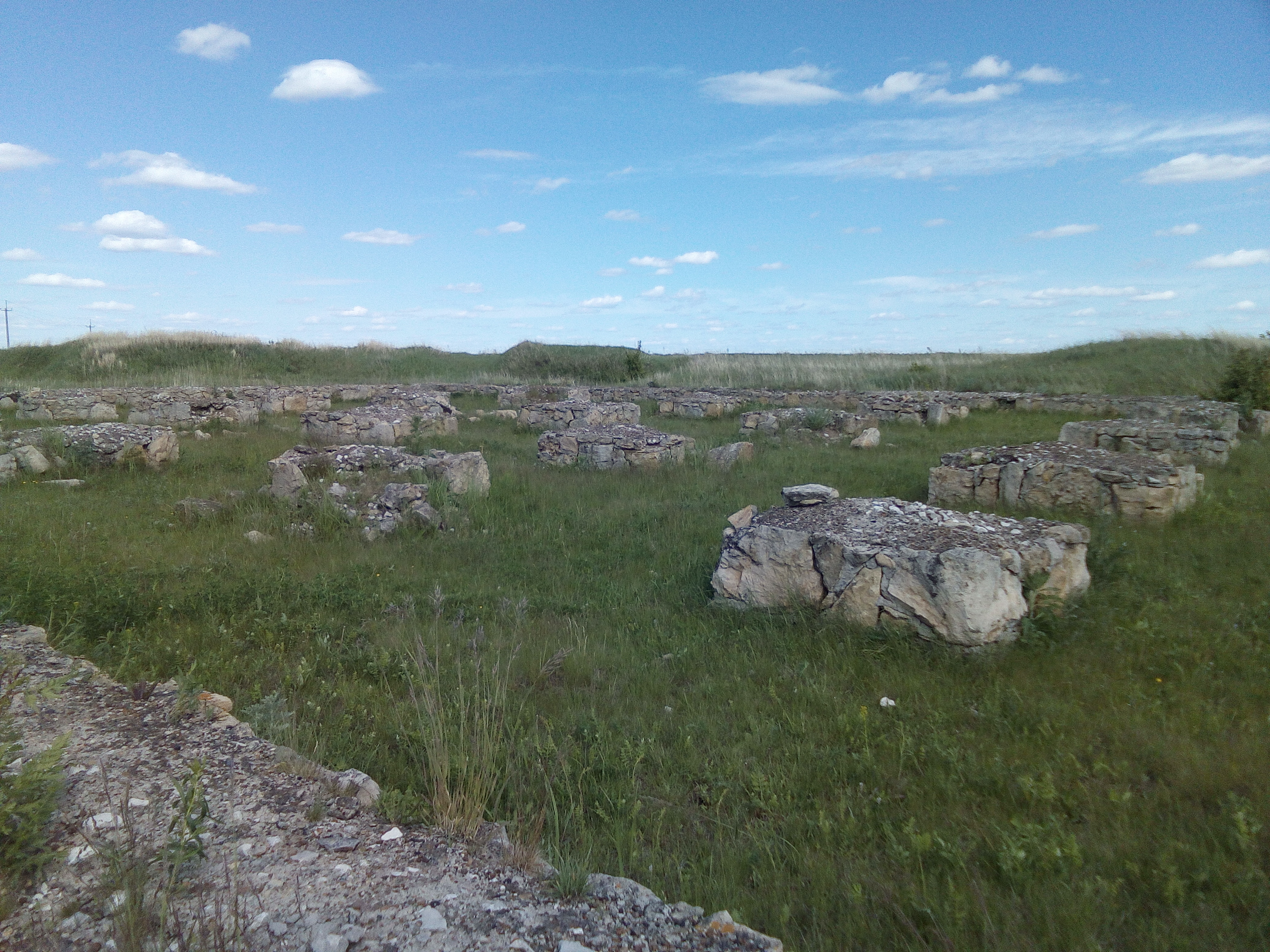
Мечеть в Билярском городище

Здание мечети состоит из двух частей — деревянной и каменной. Первоначально (в период основания города) была построена деревянная часть. Она имела прямоугольную форму (44,5—48×30—32 м) и была вытянута входом на северо-восток, а михрабной нишей на юго-запад к Мекке. Археологами обнаружены следы былой конструкции, фундамента стен, пола и несущих столбов перекрытия — более 650 ям глубиной 0,5—1,5 м и диаметром в 0,5—0,8 м (в некоторых зафиксированы остатки сгнивших деревянных столбов), расположенные в определенном порядке. В середине деревянной части мечети (ближе к юго-западному краю) обнаружена яма подквадратной формы, служившая котлованом водоприемного сооружения, что позволяет предполагать, что в этой части здания существовал открытый дворик.
Каменная часть была пристроена в середине X в., с юго-восточной стороны деревянной части здания. Эта часть, от которой сохранились остатки фундамента в виде известково-щебенистых полос, имела подпрямоугольную форму (41—42×26 м), стены шириной до 1 м, и было сориентировано по сторонам света аналогично деревянной части. Очевидно, что каменная часть мечети представляла собой большой просторный зал с поддерживающими перекрытие колоннами — во внутренней части площади здания прослежены четкие котлованы подквадратной формы (2×2 м) и глубиной 1—1,5 м от 24 колонн. Колонны были расположены симметрично в 6 рядов по 4 колонны в каждом, причем ряды были связаны между собой ленточными фундаментами шириной 1—1,2 м и глубиной до 0,5 м. С наружной стороны юго-восточной стены имеются прямоугольные выступы (1,7×1,4 м) оснований 6 боковых контрфорсов, являющихся продолжением поперечных ленточных фундаментов. На внутренней стороне юго-западной стены обнаружены следы михрабной ниши, имеющей ширину 2,75 м.

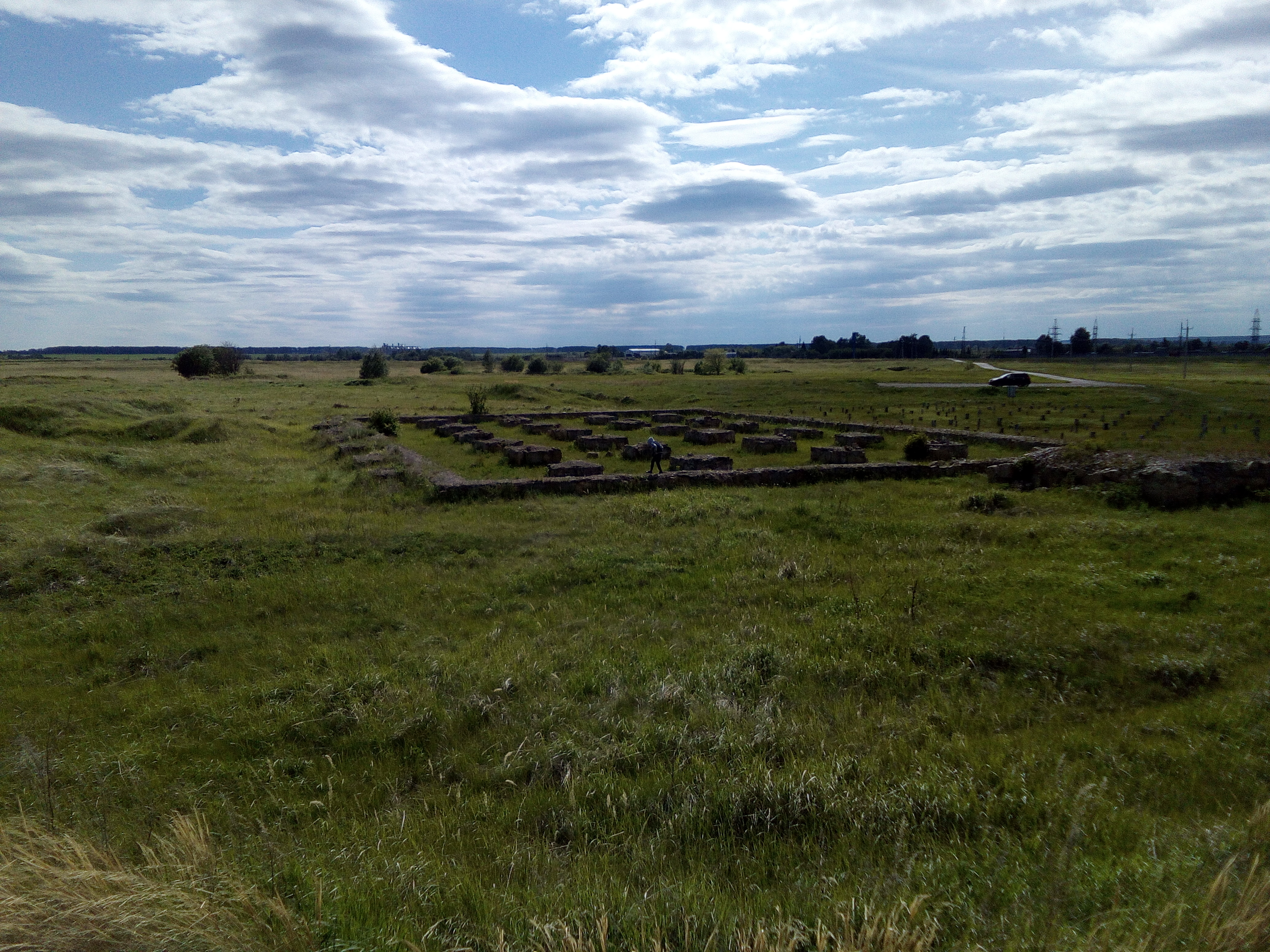
Мечеть в Билярском городище — вид с земляного вала

Обе сомкнутые вместе части функционировали одновременно. Общая внутренняя площадь строений составляла не менее 2000 м², что позволяет рассматривать билярскую мечеть как одно из крупнейших средневековых зданий в Восточной Европе.
С северо-восточной стороны на расстоянии 1,2—1,5 м исследователями был обнаружен котлован минарета. Он имел прямоугольную форму (9×8 м) и был углублен на 3 м от древнего уровня. Котлован был заполнен рваным белым камнем, среди которого встречались и отдельные архитектурные детали. Дно котлована было утрамбовано и на его поверхности были обнаружены систематично расположенные ямки (расстояние 0,4—0,5 м, диаметр 0,15—0,2 м) от дубовых свай, которые были в среднем углублены на 1 м.
В первой половине X века возле мечети возник некрополь (IV Билярский могильник). Исследования выявили ряд необычных черт его, как то — расположение в центральной части города, специальные погребальные сооружения и парные захоронение, что говорит о том, что там были похоронены представители знати.
К комплексу мечети относится также и так называемый «дом феодала» — здание выявленное раскопками 1971—1973 гг.

### Билярский дом феодала
Расположен в центре городища, в пределах «цитадели» и входит в комплекс соборной мечети. На наличие следов здания указал в 1915 г. П. А. Пономарёв. Полное изучение кирпичного здания проведено в 1971—1973 гг. в ходе раскопок под руководством А. Х. Халикова. Сохранилось на уровне фундамента и оснований стен. Фундамент углублен в котлован на 1,2—1,3 м. Стены «дома феодала» сложены из стандартных полусырцовых и обожженных кирпичей квадратной формы (26×26×5 см) и достигают толщины 1—1,2 м. Кирпичи скреплялись илисто-глинистым раствором с небольшой примесью извести или алебастра. Основная часть здания имела подквадратую форму (11×11 м), ориентированную по сторонам света, и разделялась внутренней мощной (толщина стен опоры до 1,2 м) перегородкой на четыре равные подквадратные комнаты средней площадью около 16 м² каждая, соединенными друг с другом переходами. Наличие мощной внутренней перегородки позволяет предполагать наличие второго этажа с куполообразным перекрытием. Комнаты нижнего этажа были неоднократно оштукатурены, а ближе к полу облицованы известковыми плитками. Здание имело кирпичный пол толщиной в два кирпича (10—11 см) покрытый сверху известково-цементным раствором толщиной 5—6 см.

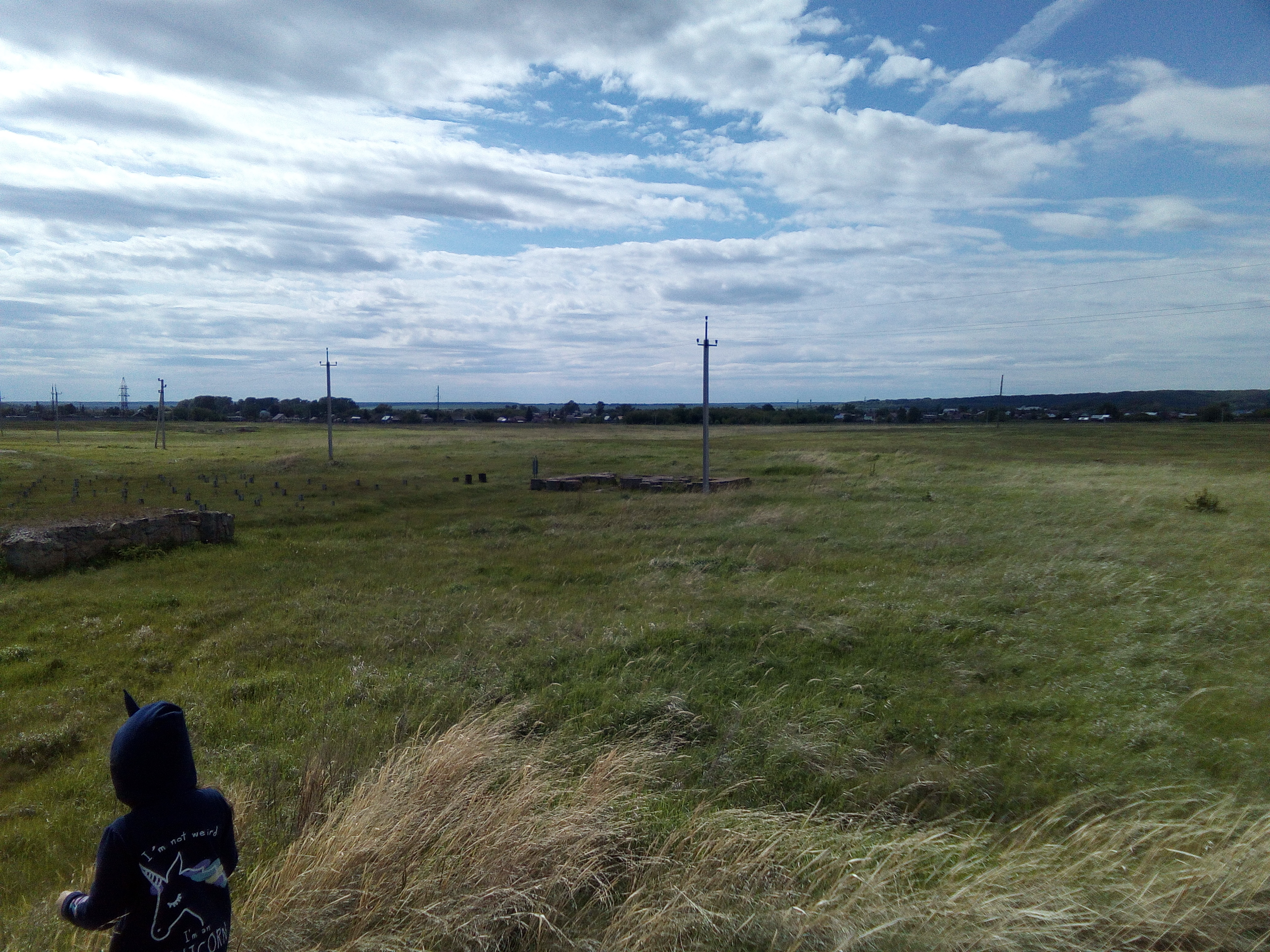
Дом феодала — вид с земляного вала в Билярском городище

Вход в здание располагался с юго-восточной стороны и имел два проёма. Вход, очевидно, обрамляла П-образная арка — на расстоянии 1,2 м и 2,1 м от углов здания раскопки выявили наличие полуколонн-пилястров. Пилястры имели прямоугольное основание (1×0,8 м) и уступчато переходили в полуколонны. Перед входом обнаружены следы фундамента крыльца. От крыльца в сторону мечети вела мостовая выложенная из обломков кирпичей и камней.

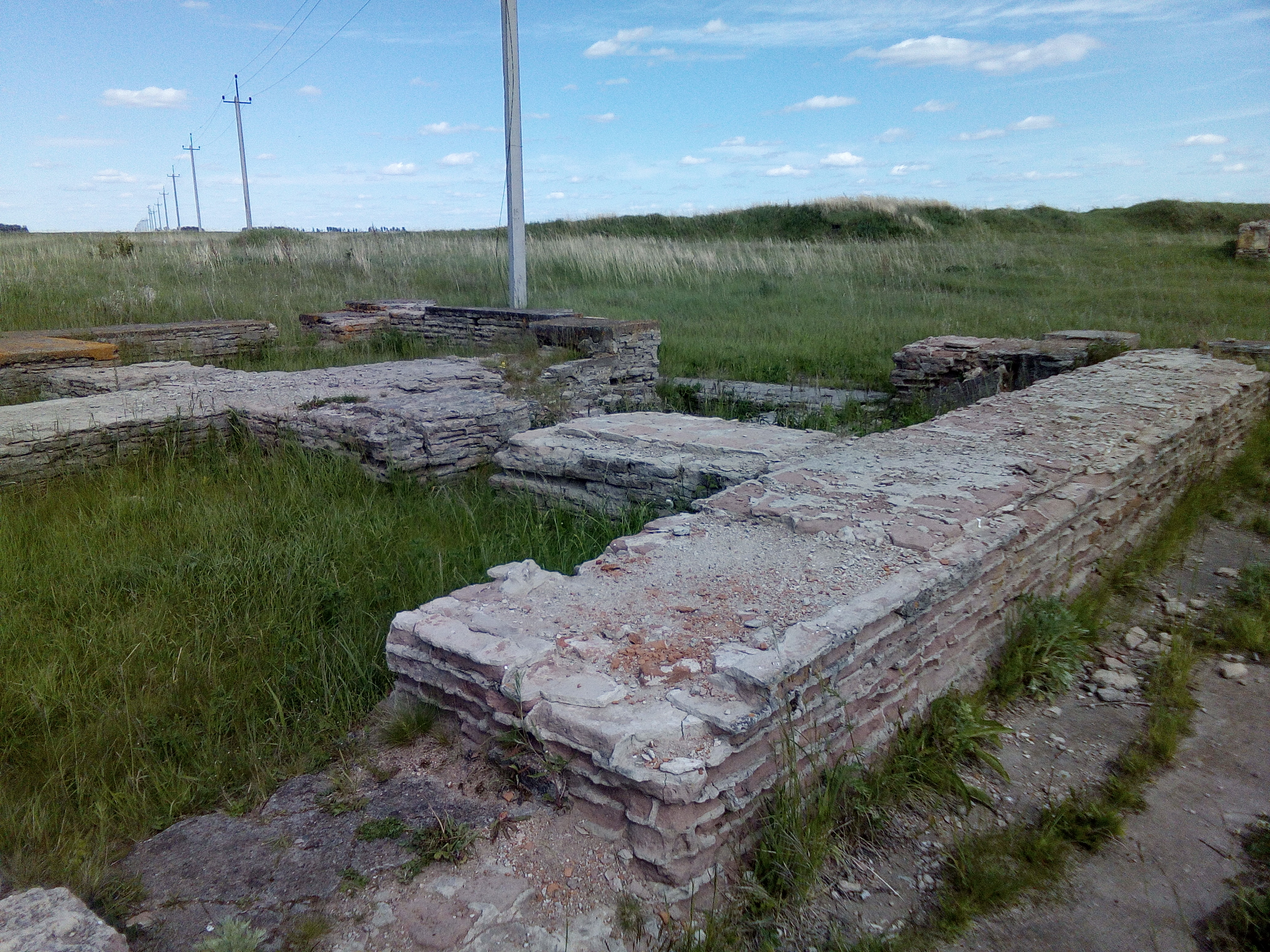
Дом Феодала в Билярском городище

Юго-западная стена здания у западного угла расширяется в виде выступа. На небольшом расстоянии до начала выступа в стене прослеживается наличие проёма шириной 0,9 м. В районе проёма исследователями выявлены ямы диаметром 30—40 см. По поводу происхождения ям, мнения исследователей разделились. А. Х. Халиков считал, что эти ямы остались от столбов, на которых покоилась балконная терраса второго этажа. С. С. Айдаров и Ф. М. Забирова объясняют происхождение этой серии ям возможным наличием крытой галереи, которая связывало здание с деревянной частью соборной мечети.
Северо-западная стена здания имела сложную конструкцию. Выявлено наличие пристроя криволинейной формы с тонкими стенами (0,5 м) — двух помещений с округленными стенами, где располагался вход на второй этаж и печь связанная с разветвленной системой подпольного отопления здания. Общая печь находилась в северо-западном углу. Основание печи было углублено в пол на 1,2 м, она имела прямоугольную форму (2,5×2 м) и состояла из двух камер — топочной (0,8×0,6 м) и жаронакопительной (1,5×0,9 м). От жаронакопительной камеры отходили два дымоходных канала шириной 35—45 см и достигающих в длину 9 м. От каналов отходили разветвления системы отопления, расположенные как под полом первого этажа, так и ведущие на верхний этаж. Общая протяженность разветвлений системы отопления достигала около 300 м.
Хуже всего сохранилась северо-восточная стена здания. Тем не менее, в этой стене установлено наличие дверного проёма, который выходил в кухонную постройку. Размер пристройки — 3,6×3 м. В пристройке обнаружены две печи (кирпичная печь и каменная печь-жаровня) и колодец.
При раскопках внутренней части здания обнаружены глиняная и стеклянная посуда, украшения из стекла и цветного металла, предметы быта выполненные из железа. Вероятно в этом здании жил служитель мечети. Тем не менее, Э. Д. Зиливинская делает предположение о том, что здание может являться общественной баней.
Предполагается, что здание было построено одновременно со строительством каменной части мечети во второй половине X века. Здание было разрушено в 1236 г. — под развалами стен здания обнаружены остатки человеческих костяков.

### Билярский «Караван-сарай»
Расположен за пределами внутреннего города Биляра, за южным его углом, недалеко от восточных ворот. Данное место было, известно местным жителям в XIX — нач. XX вв. как «форт», так как оно было обнесено дополнительной системой укреплений. Остатки большого кирпичного здания были отмечены здесь ещё в 1881 г. В. А. Казариновым. В 1928 г. здание было частично вскрыто А. С. Башкировым. Исследовано в 1969—1972 гг. Билярской экспедицией. Были выявлены остатки стен и фундамента кирпичного здания, яма колодца, двор, вымощенный кирпичом, часть укреплений в виде частокола, и, более поздних, вала и рва, окружавших постройку.

### Билярская «баня»
Остатки кирпичного здания расположены в северной части цитадели и в 180—200 метрах к северу от комплекса мечети. Выявлены аэрофотосъемками в 1973. Исследованы в 1979—1981 гг. Здание, имеющее систему подпольного отопления, было построено из стандартного булгарского кирпича (26×26×4,5—5,5 см), имело подквадратную форму (10,4×11,6 м), ориентированную по сторонам света. Стратиграфические данные позволяют заключить, что здание было построено не ранее XI века и состояло из двух частей.

### Билярский колодец № 1
Колодец расположен между комплексом мечети и «Домом феодала». Функционировал в XII веке. Был частично открыт и расчищен П. А. Пономарёвым и М. Г. Худяковым во время экспедиции 1915 г. Доскональное исследование проведено экспедицией под руководством А. Х. Халикова в 1972 г. Позднее, в 1973—1974 гг колодец был отреставрирован и подвергнут консервации.

### Гончарный квартал
Выявлен в 1968 г. раскопки производились в 1972, 1974, 1980, 1981 гг. Расположен во внешнем городе. С запада ограничен р. Биляркой, с севера — внутренним валом городища, с востока — старой дорогой, с юга разделен на две части небольшим оврагом. Площадь района ~ 80 000—100 000 м². Квартал расположен с учётом розы ветров, рядом с месторождениями необходимого сырья (гончарные глины, песок). Раскопками выявлены разнообразные конструкций горнов. Использование для их строительства специального набора кирпичей, расположение мастерских отдельно от жилищ, большая площадь квартала свидетельствуют о высоком уровне гончарного дела в Биляре..

### Алхимическая мастерская
Алхимическая мастерская Биляра, открытая экспедицией археологов Казанского Университета, является старейшей из найденных в Европе.

## Этапы развития Биляра
В истории развития города можно выделить два этапа (по времени формирования культурного слоя). Первый этап — начало X — первая половина XI в. Это время накопления нижнего горизонта культурного слоя. Второй этап — вторая половина XI — первая треть XII в. Это время накопления верхнего горизонта культурного слоя.

### Начало X — первая половина XI в.
Начало основания города датируют X веком. Уже в период своего возникновения город занимал площадь порядка 600 га. С самого начала город имел двухчастную структуру — внешний и внутренний город. Продолжительное время поселение сильно разрасталось, достигнув во времена расцвета внушительных размеров. Развитие города осуществлялось главным образом за счёт уплотнения внутренней застройки, а не расширения территории. В Биляре пересекались торговые пути из Руси и Прибалтики, Западной Европы и Скандинавии, Средней Азии и Персии, Индии и Китая, Византии и Кавказа.

### Вторая половина XI — первая треть XIII в.
Наибольшего расцвета Биляр достиг к началу XIII века. В то время помещения каменных и кирпичных зданиях подогревались подпольной системой отопления, а также широко применяли стекло, которое использовали в качестве окон. В результате западных походов монголов город пал в 1236 году и более не восстанавливался. Об этом событии в Лаврентьевской летописи сообщается: 

«В лето 6744 [1236 г.] …приидоша от восточные страны в Болгарьскую землю безбожнии Татарии и взяша Татарове на Болгарскую землю и взяша славныи Великий град Болгарскыи и избиша оружьем от старца и до уного и до сущаго младенца и взяша товара множество, а город ихъ пожгоша огнемъ и всю землю их ихъ поплениша».
Предпринимались попытки основать новое поселение на другом месте — Балынгузское городище, Билярское III селище. Последнее известно как послемонгольский Биляр.